# بجلاسنیکا
بجلاسنیکا (به لاتین: Bjelasnica) یک کوه در بوسنی و هرزگوین است که در جمهوری صرب بوسنی واقع شده‌است.